# Станица метроа Јустон
Јустон (енгл. Euston tube station) је станица лондонског метроа у тарифној зони 1. Налази се на Бенк и Черинг Крос огранцима Северне линије, као и на Викторија линији. Директно је повезана са железничком станицом Јустон која се налази изнад станице метроа.

## Историја
12. маја 1907. године, Сити анд Саут Лондон Рејлвеј (Железница града и јужног Лондона, данас Бенк огранак Северне линије) отворила је станицу Јустон као терминус новог продужетка линије од станице Ејнџел. Станица је била уобичајеног облика за тај део подземне железнице - платформа је била у облику острва, а са обе стране су пролазиле шине.

### Черинг Крос огранак Северне линије
22. јуна 1907, Черинг Крос, Јустон анд Хемпстед Рејлвеј (Железница Черинг Кроса, Јустона и Хемпстеда, сада Черинг Крос огранак Северне линије) отворена је између станица Черинг Крос, Арчвеј и Голдерс Грин. Оригинални план је био да путања заобилази станицу Јустон и иде право ка Камден Тауну. Међутим, убрзо је преиспитана идеја о обилажењу веома прометне станице која би обезбедила велики број путника, те је првобитна одлука преиначена. Станица метроа саграђена је западно од железничке станице.

### Викторија линија
Викторија линија је почела да користи станицу Јустон 1967. године. Станица је тада проширена како би могла да прими већи број путника.

## Станица Јустон данас
У 2008. години, кроз станицу Јустон је прошло преко 28 милиона путника, а сваког радног дана у просеку 91 574 путника.
| Претходна станица                                                  | Линија метроа | Линија метроа | Линија метроа | Следећа станица                                                        |
| ------------------------------------------------------------------ | ------------- | ------------- | ------------- | ---------------------------------------------------------------------- |
| Ворен Стрит према станици Брикстон                                 |               | Викторија     |               | Кингс Крос св. Панкрас према станици Валтамстоу Централ                |
| Камден Таун према станици Еџвер, Мил Хил Ист или Хај Барнет        |               | Северна       |               | Кингс Крос св. Панкрас / огранак Бенк / према станици Морден           |
| Морнингтон Кресент према станици Еџвер, Мил Хил Ист или Хај Барнет |               | Северна       |               | Ворен Стрит / огранак Черинг Крос / према станици Кенингтон или Морден |